# Осипова, Прасковья Александровна
 Праско́вья Алекса́ндровна О́сипова, в первом браке Вульф, урождённая Вындомская (1781—1859) — псковская помещица, хозяйка усадьбы Тригорское. Известна как соседка Александра Сергеевича Пушкина по имению Михайловское и близкий друг поэта. Мать баронессы Евпраксии Николаевны Вревской.

## Биография
Прасковья Александровна Вындомская родилась 4 (17) октября 1781 года в семье Александра Максимовича Вындомского и Марии Аристарховны, урождённой Кашкиной. Внучка генерал-майора Максима Дмитриевича Вындомского и тайного советника Аристарха Петровича Кашкина.
В раннем детстве лишилась матери, которая скончалась 10 марта 1791 года. По словам Анны Петровны Керн, Прасковья и её сестра Елизавета «росли и воспитывались под надзором строгаго и своенравнаго отца».
13 февраля 1799 года Прасковья Александровна вышла замуж за Николая Ивановича Вульфа (1771—1813), сына орловского губернатора Ивана Петровича Вульфа. Оставив службу в чине коллежского асессора, он «жил по обычаю большей части русских дворян (у отца своего) в Тверской деревне, не имея никакого постоянного занятия». Проживали супруги в имении в Малинниках Старицкого уезда Тверской губернии, но часто гостили в Тригорском y Aлександра Mаксимовича Вындомского, а их старший сын Алексей в своём дневнике утверждал, что «провел y деда первые свои годы».
От этого брака у супругов было семеро (выжило пятеро) детей: Анна (1799—1857), Николай (1 января 1804 — 20 октября 1806), Алексей (1805—1881), Маргарита (24 января 1807 — 1 октября 1810), Михаил (12 июня 1808 — 20 июня 1832), Евпраксия (1809—1883) и Валериан (22 мая 1812 — 12 марта 1842). По словам Анны Керн:

 Это была замечательная партия; муж нянчился с детьми, варил в шлафроке варенье, а жена гоняла на корде лошадей или читала «Русскую историю». Оба они, однако, были люди достойные любви и уважения.
В 1813 году почти одновременно у Прасковьи Александровны умерли муж и отец. Николай Иванович Вульф скончался от чахотки 17 марта 1813 года через месяц после тестя и был похоронен в родовом селе в Бернове рядом с Малинниками. После смерти родных Прасковья Александровна оказалась владелицей хоть и расстроенного, но немалого состояния. Все свои личные имения Александр Максимович оставил любимой дочери Паше, выделив второй дочери лишь половину в имении покойной матери в Егорьевском уезде. Причиной их отчуждения стал брак Елизаветы Александровны, заключённый в 1797 году с Яковом Исааковичем Ганнибалом (ум. 1818/1840) (двоюродным братом Надежды Осиповны Пушкиной) против воли отца. Позднее Прасковья передала сестре имения Батово и Вечче, подарок этот «вызван мог быть тем, что Елисавета, выйдя за небогатого Ганнибала, оказалась много беднее, чем Прасковья».

После смерти отца Прасковья Александровна разделила именье (состоявшее из 1200 душ) на две равные части и поделились им с сестрою. Скажите: многие ли бы это сделали? У Прасковьи Александровны было тогда пятеро детей, y той — только двое.— Анна Петровна Керн

В конце 1817 года она вышла второй раз замуж за Ивана Сафоновича Осипова (1773—5.02.1824). От второго брака у неё было двое детей: Мария (27 июля 1820—19 июля 1896) и Екатерина (17 июня 1823—после 1908). Прасковья Александровна также воспитывала и падчерицу — дочь второго мужа Александру (1805/1806—1864). Известно, что Прасковья Александровна была властной и строгой (порой скорее деспотичной) матерью и воспитателем, которая не всегда считалась с личными чувствами своих детей, но, как отмечают многие, она сумела дать своим детям хорошее образование, пригласив к ним m-lle Bénoit, о которой Aнна Петровна Керн сообщала, что гувернантка «была привезена из Англии для великой княжны Анны Павловны, но отказалась от этой должности». Известно, что сама Прасковья Александровна читала имевшиеся в их доме в Тригорском книги по философии и политике, а также беллетристику на французском, немецком, итальянском языках. Чтение книг, природный ум и утонченный вкус делали её незаурядным человеком своего времени, рачительной и величественной хозяйкой дома и добродетельной супругой.
Прасковья Александровна в течение сорока шести лет лично управляла Тригорским, в котором числилось до 700 душ крепостных. Известно, например, что А. С. Пушкин неоднократно обращался к ней за советами по вопросам управления своим имением.
Многие русские писатели и поэты дружили с ней и посвящали ей свои стихи — например, Антон Антонович Дельвиг после посещения им Тригорского в апреле 1825 года, Евгений Абрамович Баратынский, Иван Иванович Козлов, Александр Иванович Тургенев, Пётр Андреевич Вяземский.

### Дружба с Пушкиным
Первая встреча Прасковьи Александровны с Александром Пушкиным состоялась летом 1817 года, в год окончания им Лицея. В жизни и творчестве А. С. Пушкина Прасковья Александровна занимала видное место. Например её имя и относящиеся к ней по смыслу слова встречаются в произведениях поэта 168 раз. Ей, её дочерям, её семейству Пушкин посвятил многие свои стихотворения: «Простите, верные дубравы» (1817), «Подражания Корану» (1824), «Быть может, уж недолго мне…» (1825), «Цветы последние милей» (1825) и многие другие. Прасковья Александровна в конце своей жизни уничтожила всю свою переписку с близкими и друзьями, но оставила письма А. С. Пушкина.
Прасковья Осипова-Вульф сохранила в своем доме в Тригорском книги, портреты, письма, вещи, связанные с памятью об Александре Сергеевиче Пушкине, которые являются основой современной выставочной экспозиции известного дома-музея Пушкина в Тригорском.
Умерла Прасковья Александровна в Тригорском 20 апреля (3 мая по новому стилю) 1859 года. Похоронена в родовой усыпальнице на кладбище городища Воронич, Опочецкий уезд, Псковской губернии.